# Гутьеррес, Мирейя
Мирейя Гутьеррес Кабанес (кат. Mireia Gutiérrez Cabanes, род. 9 октября 1988 года, Андорра-ла-Велья) — андоррская горнолыжница, участница трёх Олимпийских игр (2010, 2014, 2018). Универсал, выступала во всех дисциплинах горнолыжного спорта, наиболее сильна была в слаломе.
В Кубке мира Гутьеррес дебютировала в 2008 году, всего за свою карьеру стартовала в трёх спусках на этапах Кубка мира, но ни разу не добралась до финиша, соответственно очков в зачёт Кубка мира не набирала. На этапах Кубка Европы дважды попадала в десятку лучших. Лучшим достижением Гутьеррес в общем зачёте Кубка Европы является 69-е место в сезоне 2010-2011.
На Олимпиаде-2010 в Ванкувере стартовала во всех пяти дисциплинах: скоростной спуск — 28-е место, комбинация — 24-е место, а в супергиганте, гигантском слаломе и слаломе Мирейя Гутьеррес не добралась до финиша.
За свою карьеру принимала участие в двух чемпионатах мира, лучший результат 19-е место в комбинации на чемпионате мира 2009 года.
Использовала лыжи и ботинки производства фирмы Rossignol.
Завершила карьеру после сезона 2020/21.